# Campionati europei di atletica leggera indoor 2025 - Salto in lungo maschile
La gara dei salto in lungo maschile ai campionati europei di atletica leggera indoor di Omnisport 2025 si svolse dal 6 al 7 marzo 2025 presso l'Omnisport Apeldoorn.

## Podio
| Pos.    | Atleta               | Nazionalità |
| ------- | -------------------- | ----------- |
| Oro     | Bozhidar Sarâboyukov | Bulgaria    |
| Argento | Mattia Furlani       | Italia      |
| Bronzo  | Lester Lescay        | Spagna      |

## Qualificazione
17 atleti qualificati con il minimo o i World Athletics Rankings.

## Record
| Record                | Record          | Record | Record                          | Record          |
| --------------------- | --------------- | ------ | ------------------------------- | --------------- |
| Record mondiale       | Carl Lewis      | 8,79 m | New York, Stati Uniti d'America | 27 gennaio 1984 |
| Record europeo        | Sebastian Bayer | 8,71 m | Torino, Italia                  | 8 marzo 2009    |
| Record dei campionati | Sebastian Bayer | 8,71 m | Torino, Italia                  | 8 marzo 2009    |

## Programma
| Data    | Ora   | Turno          |
| ------- | ----- | -------------- |
| 6 marzo | 20:30 | Qualificazione |
| 7 marzo | 20:34 | Finale         |

## Risultati

### Qualificazioni
Si qualificano alla finale gli atleti che ottengono la misura di 8,00 m (Q) o i migliori 8 (q).
| Pos. | Atleta               | Nazione            | 1ª prova | 2ª prova | 3ª prova | Risultato | Note                                     |
| ---- | -------------------- | ------------------ | -------- | -------- | -------- | --------- | ---------------------------------------- |
| 1    | Gerson Baldé         | Portogallo         | 8,11 m   | –        | –        | 8,11 m    | Q                                        |
| 2    | Jaime Guerra         | Spagna             | x        | 8,07 m   | –        | 8,07 m    | Q                                        |
| 3    | Bozhidar Sarâboyukov | Bulgaria           | 7,84     | 8,05 m   | –        | 8,05 m    | Q                                        |
| 4    | Thobias Montler      | Svezia             | 8,00 m   | –        | –        | 8,00 m    | Q                                        |
| 5    | Mattia Furlani       | Italia             | 7,95 m   | x        | r        | 7,95 m    | q                                        |
| 6    | Radek Juška          | Rep. Ceca          | 7,91 m   | 7,76 m   | x        | 7,91 m    | q                                        |
| 7    | Andreas Trajkovski   | Macedonia del Nord | 7,51 m   | 7,77 m   | 7,85 m   | 7,85 m    | q                                        |
| 8    | Lester Lescay        | Spagna             | 7,72 m   | x        | 7,81 m   | 7,81 m    | q                                        |
| 9    | Kristian Pulli       | Finlandia          | 7,71 m   | x        | 7,80 m   | 7,80 m    | Miglior prestazione personale stagionale |
| 10   | Piotr Tarkowski      | Polonia            | x        | 7,63 m   | 7,70 m   | 7,70 m    |                                          |
| 11   | Roko Farkaš          | Croazia            | 7,56 m   | 7,58 m   | 7,70 m   | 7,70 m    |                                          |
| 12   | Danylo Dubyna        | Ucraina            | 7,37 m   | 7,26 m   | 7,67 m   | 7,67 m    |                                          |
| 13   | Filip Pravdica       | Croazia            | 7,42 m   | 7,64 m   | 7,35 m   | 7,64 m    | Miglior prestazione personale stagionale |
| 14   | Kalle Salminen       | Finlandia          | 7,43 m   | 7,59 m   | 7,37 m   | 7,59 m    |                                          |
| 15   | Marko Čeko           | Croazia            | 7,47 m   | 7,42 m   | x        | 7,47 m    |                                          |
| 16   | Daniel Ingi Egilsson | Islanda            | 7,21 m   | 7,34 m   | 7,40 m   | 7,40 m    |                                          |
| 17   | Luka Bošković        | Serbia             | x        | x        | 7,15 m   | 7,15 m    |                                          |

### Finale
| Pos.    | Atleta               | Nazione            | 1ª prova | 2ª prova | 3ª prova | 4ª prova | 5ª prova | 6ª prova | Risultato | Note                                     |
| ------- | -------------------- | ------------------ | -------- | -------- | -------- | -------- | -------- | -------- | --------- | ---------------------------------------- |
| Oro     | Bozhidar Sarâboyukov | Bulgaria           | 7,88 m   | x        | 7,94 m   | x        | x        | 8,13 m   | 8,13 m    |                                          |
| Argento | Mattia Furlani       | Italia             | x        | 8,10 m   | x        | x        | 8,12     | 8,09 m   | 8,12 m    |                                          |
| Bronzo  | Lester Lescay        | Spagna             | x        | 8,12 m   | x        | –        | –        | –        | 8,12 m    | Miglior prestazione personale stagionale |
| 4       | Gerson Baldé         | Portogallo         | 7,61 m   | –        | 8,07 m   | –        | 7,76 m   | 7,86 m   | 8,07 m    |                                          |
| 5       | Jaime Guerra         | Spagna             | x        | 8,06 m   | x        | x        | x        | x        | 8,06 m    |                                          |
| 6       | Radek Juška          | Rep. Ceca          | 7,97 m   | 7,72 m   | 7,90 m   | x        | 6,24 m   | x        | 7,97 m    | Miglior prestazione personale stagionale |
| 7       | Thobias Montler      | Svezia             | 7,94 m   | x        | x        | 6,33 m   | 7,83 m   | 7,47 m   | 7,94 m    |                                          |
| 8       | Andreas Trajkovski   | Macedonia del Nord | 7,59 m   | x        | 7,65 m   | 7,63 m   | x        | x        | 7,65 m    |                                          |